# Interkozmosz–3
Az Interkozmosz–3 (IK-3) szovjet tudományos, atmoszféra kutató műhold, a szocialista országok közös Interkozmosz űrprogramjának egysége.

## Küldetés
A tudományos program keretében Gombosi Tamás magyar űrfizikus rekonstruálta – automatizálta az adatfeldolgozást – a műhold energikus részecskedetektor-adatait.
Sikeres szakmai munkája eredményeként megbízták az űrszonda pályaszámításával. A szovjet űrkutatási Intézet (IKI) ebben az időben gyakorlatilag nem rendelkezett számítógépekkel (egy öreg Ural–2 volt a legnagyobb gépük) és a szovjetek komoly nyomást fejtettek ki az Interkozmoszban részt vevő országokra, hogy azok vegyék át az Interkozmosz-holdak pályaszámítását. Lengyel, csehszlovák és NDK-beli tudósok mellett egy olyan használható pályaszámító programot kellett készíteni, amely nemcsak a szonda helyzetét számítja ki, hanem a geomágneses teret és koordinátákat is megadja. Eredményes problémamegoldásának eredményeként az együttműködő szocialista országokból egyedül kapott meghívást, külső munkatársként az Űrkutatási Intézetbe.
A csehszlovák gyártmányú berendezésből nem tudták a tudományos adatokat visszanyerni.

## Jellemzői
1970. augusztus 7-én a Kapusztyin Jar rakétakísérleti lőtérről a Majak–2 indítóállásából egy Interkozmosz hordozórakétával, a Kosmos–2 (63SZ1)  típussal juttatták Föld körüli, közeli körpályára.  Az orbitális egység pályája 99,7 perces, 48,4 fok hajlásszögű, elliptikus pálya perigeuma 200 kilométer, apogeuma 1295 kilométer volt. Energiaellátását akkumulátorok és napelemek összehangolt egysége biztosította. Hasznos tömege 340 kilogramm. Aktív szolgálati idejét 1970. december 6-án 121 nap után fejezte be, a Föld légkörébe érve elégett.

## Külső hivatkozások
- Interkozmosz–3. skyrocket.de. (Hozzáférés: 2012. december 14.)
- Interkozmosz–3. lib.cas.cz. (Hozzáférés: 2012. december 15.)

| Elődje: Interkozmosz–2 | Interkozmosz sorozat 1969–1994 | Utódja: Interkozmosz–4 |